# Navafría
Navafría – gmina w Hiszpanii, w prowincji Segowia, w Kastylii i León, o powierzchni 30,43 km². W 2011 roku gmina liczyła 342 mieszkańców.